# Retry
Retry (gr. rhetraj; rhetra – umowa, wyrocznia, wyrok) – określenie starogreckie o wielu znaczeniach:
1. niepisane prawa zwyczajowe, rządzące rodem i społeczeństwem greckim w okresie archaicznym;
2. odpowiedzi udzielane przez wyrocznię;
3. w Sparcie - ustawy Likurga, będące faktycznie zbiorem praw zwyczajowyh, oparte rzekomo na słowach wyroczni delfickiej, przyjęte za milczącą zgodą i przestrzegane przez wszystkich obywateli.

Plutarch wymienia cztery retry, których autorstwo przypisuje Likurgowi:
- zabraniającą stosowania praw pisanych,
- zabraniającą używania przy budowie domów narzędzi innych niż piły i siekiery,
- zabraniającą prowadzenia walk wciąż z tymi samymi wrogami,
- Wielką Retrę określającą podstawy ustrojowe Sparty, będącą jednocześnie najstarszym znanym nam tekstem greckich praw ustrojowych.